# Cassopolis
Cassopolis är administrativ huvudort i Cass County i Michigan. Enligt 2010 års folkräkning hade Cassopolis 1 774 invånare. Orten planlades 1861 och grundades officiellt 1863 som Cassapolis. Namnbytet till Cassopolis skedde 1865. Ortnamnet, och countyts namn, hedrar Lewis Cass.

## Kända personer från Cassopolis
- Leigh Wade, militär